# Terranatos dolichopterus
Terranatos dolichopterus – gatunek ryby z rodziny strumieniakowatych (Rivulidae), jedyny przedstawiciel rodzaju Terranatos.